# Кубок Філіппін з футболу
Кубок Філіппін з футболу (Copa Paulino Alcantara) — футбольний клубний турнір на Філіппінах, який проводиться під егідою Філіппінської футбольної федерації. Переможець змагання представляє країну у Кубку АФК.

## Історія
Турнір виник у 2018 році. Першим переможцем став Кая (Ілоіло). У 2020 році турнір не проводився через пандемію COVID-19.

## Формат
Розіграш кубка проводиться за змішаною системою. Спочатку команди грають у одній групі за коловою системою, а тоді за підсумком кращі команди проходять до плей-оф, де і визначають переможця змагання.

## Фінали
| Сезон | Переможець              | Рахунок                 | Фіналіст                |
| ----- | ----------------------- | ----------------------- | ----------------------- |
| 2018  | Кая (Ілоіло)            | 1-0 дч                  | Давао Агілас            |
| 2019  | Серес-Негрос            | 2-1                     | Кая (Ілоіло)            |
| 2020  | змагання не проводились | змагання не проводились | змагання не проводились |
| 2021  | Кая (Ілоіло)            | 1-0                     | АДТ                     |
| 2022  | Юнайтед Сіті            | 3-2                     | Кая (Ілоіло)            |
| 2023  | Кая (Ілоіло)            | 1-1 пен. 4-3            | Давао Агілас            |
| 2024  | змагання не проводились | змагання не проводились | змагання не проводились |

## Титули за клубами
| Команда      | Перемоги             |
| ------------ | -------------------- |
| Кая (Ілоіло) | 3 (2018, 2021, 2023) |
| Серес-Негрос | 1 (2019)             |
| Юнайтед Сіті | 1 (2022)             |